# Só pra Te Mostrar
"Só pra Te Mostrar" é uma canção escrita por Herbert Vianna e gravada em 1992 por ele e pela artista musical brasileira Daniela Mercury para o segundo álbum de estúdio solo dela, O Canto da Cidade (1992). Produzida por Liminha, a canção foi lançada como o quinto single do álbum em 1993. Fez enorme sucesso no Brasil, foi uma das canções mais executadas pelas rádios. É a primeira canção de amor lançada por Mercury, sendo também considerada por muitos o primeiro single de MPB da artista.

## Formatos e faixas
- Vinil single[1]

1. "Só pra Te Mostrar" (Extended Version by Nino Carlo)
2. "Só pra Te Mostrar" (Edit Version)
3. "Só pra Te Mostrar" (LP Version)

## Videoclipe
O videoclipe da canção foi dirigido por Roberto Talma e foi exibido originalmente em 1992 no especial de fim de ano da Rede Globo. Nele está presente uma versão diferente da encontrada no álbum, gravada ao vivo. Há cenas onde Mercury aparece sensual, de maneira até então nunca antes vista, com seus ombros nus insinuando um topless.